# Piper abalienatum
Piper abalienatum är en pepparväxtart som beskrevs av William Trelease. Piper abalienatum ingår i släktet Piper och familjen pepparväxter. Inga underarter finns listade i Catalogue of Life.